# Francis de Laporte de Castelnau
François Louis Nompar de Caumont LaPorte, Conte di Castelnau (Londra, 25 dicembre 1810 – Melbourne, 4 febbraio 1880), è stato un naturalista, entomologo ed esploratore francese, anche noto come Francis de Laporte de Castelnau, François Laporte o Francis de Castelnau.

## Biografia
Era membro della nobile famiglia de Caumont in quanto figlio illegittimo della Contessa di Mesnard-La Barotière, a sua volta figlia del Duca de La Force, che era già vedova da parecchi anni.
Studiò Storia naturale a Parigi. 
Dal 1837 al 1841 condusse una spedizione scientifica nel Nord America, dove studiò la fauna degli Stati Uniti d'America, del Messico e dei laghi canadesi e i sistemi politici dell'Alto e Basso Canada, pressappoco corrispondenti alle odierne province dell'Ontario e del Québec.
Nel 1843, Castelnau, un francese di elevata cultura, fu inviato da Luigi Filippo assieme a due botanici e a un tassidermista in una spedizione che attraversò il Sud America da Rio de Janeiro a Lima, seguendo lo spartiacque dei sistemi fluviali del Rio delle Amazzoni e del Río de la Plata e, quindi, proseguendo fino a Pará. Trascorse cinque anni in questa spedizione.
Ebbe l'incarico di console francese a Bahia nel 1848, nel Siam dal 1848 al 1862 e a Melbourne, in Australia, dal 1864 al 1877.
Il genere Laportea di alberi tropicali urticanti è stato così denominato in suo onore.

## Beffa del pesce australiano
Senza colpa sua, il nome di Castelnau è legato a una beffa australiana. La specie Ompax spatuloides, un presunto pesce ganoide che, si è riportato, fosse stato scoperto nel 1872 e che fu denominato da Castelnau, era uno scherzo originariamente destinato al direttore del Museo di Brisbane Karl Staiger. Staiger inoltrò a Castelnau un disegno ed una descrizione del pesce inventato, che lo descrisse debitamente.

## Opere
- Histoire naturelle, 1837.
- Vues et souvenirs de l'Amérique du Nord
- Expédition dans les parties centrales de l'Amérique: histoire naturelle des insectes coléoptères, 1840.
- con Hippolyte Louis Gory Histoire naturelle et iconographie des insectes coléoptères, publiée par monographies séparées, quatre monographies dont la première semble être la seule signée par Laporte (quatre tomes et sept volumes, P. Duménil, Paris, 1837–1841).
- Mémoires sur les poissons de l'Afrique australe, 1843.

| Castelnau è l'abbreviazione standard utilizzata per le piante descritte da Francis de Laporte de Castelnau. Consulta l'elenco delle piante assegnate a questo autore dall'IPNI. |

| Laporte è l'abbreviazione standard utilizzata per le specie animali descritte da Francis de Laporte de Castelnau. Categoria:Taxa classificati da Francis de Laporte de Castelnau |